# 男なら!
『男なら!』（おとこなら）は、1979年4月10日から1979年9月25日までTBS系列にて放映されたテレビドラマ。
放映時間は毎週火曜日20:00 - 20:55。全25話。

## 概要・内容
東京・浅草にある自動車修理工場「中山モータース」が舞台の中心。「けんか安兵衛」の異名をとる中山健一は、5年前にチンピラと派手に喧嘩をしたのが元で祖父・吾平に勘当を言い渡され、その後は青森県八戸の自動車修理工場に勤めていた。しかし中山モータースの経営状況は悪くなっていき、これを心配した妹・こずえは「祖父キトク」のニセの電報を出して健一を呼び戻すことにし、健一は5年ぶりに帰って来た。翌日から、健一は中山モータースを切り盛りしながら、吾平と再び張り合うようになる。隣の美容院、近くの牛丼屋「猫田屋」、工場の裏のアパートに引っ越して来たこずえの担任の数学教師・紀子、健一を追って八戸からやって来た千代も絡み、下町の人情喜劇が描かれた。

## キャスト
- 中山健一：北大路欣也
- 広岡紀子：酒井和歌子
- 千代：高橋洋子
- 中山吾平：水島道太郎
- 中山みき（妹）：中田喜子
- 中山こずえ（妹）：坂上味和
- 中山光雄（弟）：春田和秀
- 森野エミ子（美容院店主）：加茂さくら
- 森野羊太郎（エミ子の夫）：佐伯徹
- 猫田純三（牛丼屋主人）：穂積隆信
- 猫田マリ子（純三の妻）：木内みどり
- 努（従業員）：山田隆夫
- 武史（従業員）：桜木健一
- 松川（従業員）：竹村洋輔
- リエ子：松岡明美
- 上杉：長塚京三
- 常吉：車だん吉
- さえ子（常吉の妹）：岡まゆみ
- 飛田幸三：吉幾三
- 青井：岸部シロー
- 水島彩子（現・奈良富士子）
- まゆみ（こずえの同級生）：川崎たか子
- 宮下：金野和弘（第4話ゲスト）
- 金井：芦川誠（第4話ゲスト）
- ルミ（こずえの同級生）：星野幸子（第9話ゲスト）
- 組合長：関敬六（第18話ゲスト）
- 上杉の母：賀原夏子（第18話ゲスト）
- マドカ：樹れい子（第19話ゲスト）
- 吉田拓郎（第22話ゲスト）

## スタッフ
- プロデューサー：飯島敏宏
- 脚本：窪田篤人（全話担当）
- 演出：桜井秀雄、阿部祐三、楠田泰之
- 制作担当：阿部祐三、大谷弘
- 技術：関巧
- カメラ：太田英夫、細野克雄、志村泰史、増井初明
- カラー調整：林泰雄
- 照明：倉本輝彦、山本守、川久保光雄、竹内留吉、須田清、肥沼敏明
- 音声：中島実、宮沢和夫
- VTR：荒井悦治
- 美術デザイン：石田道昭
- 美術制作：丸山俊史
- メイク：猪熊あゆみ、丸山良
- 衣裳：東京衣裳、目代博昭
- 大道具：熊野憲治、渡辺恵司
- 美術デザイン：石田道昭
- 美術制作：丸山俊史
- 美術：東京美工、京阪商会、植木装飾、前山建具、古磨電設、伊佐梅
- 制作：木下プロダクション、TBS

## 主題歌
「流星」- 歌：吉田拓郎 （作詞・作曲：吉田拓郎　編曲：鈴木茂）

## サブタイトル
| 話数 | 放送日        | サブタイトル             | 演出     |
| ---- | ------------- | ------------------------ | -------- |
| 1    | 1979年4月10日 | 帰ってきたあいつ         | 桜井秀雄 |
| 2    | 4月17日       | 花ざかり喧嘩ざかり       | 桜井秀雄 |
| 3    | 4月24日       | 独りの春はさびしくて     | 阿部祐三 |
| 4    | 5月1日        | わがこころの町は         | 桜井秀雄 |
| 5    | 5月8日        | 絶対に言えない!          | 阿部祐三 |
| 6    | 5月15日       | 祭りばやしはドラ猫ロック | 桜井秀雄 |
| 7    | 5月22日       | 紀子先生! 眠れません     | 桜井秀雄 |
| 8    | 5月29日       | 泣くな兄ちゃん明日がある | 楠田泰之 |
| 9    | 6月5日        | まさか! あいつに･･･      | 楠田泰之 |
| 10   | 6月12日       | 北の海からコンニチハ     | 桜井秀雄 |
| 11   | 6月19日       | 健さんにゾッコン         | 桜井秀雄 |
| 12   | 6月26日       | 遂に･･･ああ!             | 楠田泰之 |
| 13   | 7月3日        | 兄ちゃんのお嫁さんは     | 楠田泰之 |
| 14   | 7月10日       | やさしい野蛮人           | 桜井秀雄 |
| 15   | 7月17日       | かわいい妹に             | 桜井秀雄 |
| 16   | 7月24日       | あんた男でしょ!          | 楠田泰之 |
| 17   | 7月31日       | ドジねぇ! あなたって     | 楠田泰之 |
| 18   | 8月7日        | 紀子先生を下さい         | 桜井秀雄 |
| 19   | 8月14日       | すばらしき休日           | 桜井秀雄 |
| 20   | 8月21日       | 男心の裏の裏             | 楠田泰之 |
| 21   | 8月28日       | 紀子先生が大変だ         | 桜井秀雄 |
| 22   | 9月4日        | 常さんガンバレ!          | 楠田泰之 |
| 23   | 9月11日       | そのひとことが言えないの | 桜井秀雄 |
| 24   | 9月18日       | 婚約解消だッ!            | 桜井秀雄 |
| 25   | 9月25日       | 僕の欲しかったものは･･･  | 桜井秀雄 |